# Малавази, Мауро
Мауро Малавази (род. 1957) — итальянский пианист, композитор и продюсер.

## Биография
Родился 21 марта 1957 года в городе Мирандола, Италия.
С шести лет учился в музыкальной школе. В начале 1970-х обучался в консерватории Болоньи по классу композиции, дирижирования, хоровых и оркестровых дисциплин. В эти же годы учился игре на рояле.
Вместе с предпринимателем Jacques Fred Petrus в 1978 году организовал продюсерскую компанию Goody Music Productions (GMP). В течение 1980-х годов они создали несколько проектов, имеющих успех.
В 1983 году в Нью-Йорке познакомился с итальянским композитором Лучо Далла, который предложил Мауро работать с ним. Началось их многолетнее сотрудничество.
Лауреат премии «Давид ди Донателло» за лучшую песню (1989). В 2008 году был удостоен премии Pico della Mirandola.
Также снимался в кино.